# Pepper's Ghost (Buckethead)
Pepper's Ghost è il diciannovesimo album in studio del chitarrista statunitense Buckethead, pubblicato il 1º marzo 2007 dalla Hatboxghost Music.

## Descrizione
Il titolo dell'album (così come la copertina) si ispira alla famosa tecnica illusoria del fantasma di Pepper e, rispetto alle precedenti pubblicazioni, presenta una struttura semplice mantenendo comunque il sound "fresco e pulito" degli album più recenti, come Crime Slunk Scene. Inoltre è presente il brano Imprint, dedicata al regista Takashi Miike, che produsse l'episodio omonimo della serie televisiva Masters of Horror.

## Tracce
1. Pepper's Ghost – 5:00
2. Carpal Tunnel Slug – 3:05
3. Magua's Scalp – 3:56
4. Imprint (Dedicated to Takashi Miike) – 4:00
5. Goblin Shark – 2:20
6. Brewer in the Air – 3:52
7. Exit 209 – 3:55
8. Plankton – 4:14
9. The Hills Have Headcheese – 3:44
10. Bag Some Game – 0:56
11. Towel in the Kitchen – 2:31
12. Callbox – 4:16
13. Embalming Plaza – 3:27

## Formazione
- Buckethead – chitarra
- Dan Monti – basso, missaggio[1]
- Kody Haggerty – batteria